# Pseudonortonia boranensis
Pseudonortonia boranensis är en stekelart som beskrevs av Giordani Soika 1939. Pseudonortonia boranensis ingår i släktet Pseudonortonia och familjen Eumenidae. Inga underarter finns listade i Catalogue of Life.